# MBNL2
MBNL2 (англ. Muscleblind like splicing regulator 2) – білок, який кодується однойменним геном, розташованим у людей на короткому плечі 13-ї хромосоми. Довжина поліпептидного ланцюга білка становить 373 амінокислот, а молекулярна маса — 40 518.
| 10         |  | 20         |  | 30         |  | 40         |  | 50         |
| ---------- |  | ---------- |  | ---------- |  | ---------- |  | ---------- |
| MALNVAPVRD |  | TKWLTLEVCR |  | QFQRGTCSRS |  | DEECKFAHPP |  | KSCQVENGRV |
| IACFDSLKGR |  | CSRENCKYLH |  | PPTHLKTQLE |  | INGRNNLIQQ |  | KTAAAMLAQQ |
| MQFMFPGTPL |  | HPVPTFPVGP |  | AIGTNTAISF |  | APYLAPVTPG |  | VGLVPTEILP |
| TTPVIVPGSP |  | PVTVPGSTAT |  | QKLLRTDKLE |  | VCREFQRGNC |  | ARGETDCRFA |
| HPADSTMIDT |  | SDNTVTVCMD |  | YIKGRCMREK |  | CKYFHPPAHL |  | QAKIKAAQHQ |
| ANQAAVAAQA |  | AAAAATVMAF |  | PPGALHPLPK |  | RQALEKSNGT |  | SAVFNPSVLH |
| YQQALTSAQL |  | QQHAAFIPTG |  | SVLCMTPATS |  | IDNSEIISRN |  | GMECQESALR |
| ITKHCYCTYY |  | PVSSSIELPQ |  | TAC        |  |            |  |            |

A: Аланін

C: Цистеїн

D: Аспарагінова кислота

E: Глутамінова кислота

F: Фенілаланін

G: Гліцин

H: Гістидин

I: Ізолейцин

K: Лізин

L: Лейцин

M: Метіонін

N: Аспарагін

P: Пролін

Q: Глутамін

R: Аргінін

S: Серин

T: Треонін

V: Валін

W: Триптофан

Задіяний у таких біологічних процесах, як процесинг мРНК, сплайсинг мРНК, альтернативний сплайсинг. 
Білок має сайт для зв'язування з іонами металів, іоном цинку, РНК. 
Локалізований у цитоплазмі, ядрі.